# Wilhelm Betche
Wilhelm Betche (* 24. Oktober 1879 in Rostock; † 12. Mai 1941 ebenda) war ein deutscher Ingenieur und Offizier, zuletzt Konteradmiral (Ing.) der Kriegsmarine.

## Leben
Wilhelm Betche trat am 3. Januar 1899 (Crew 1899) der Kaiserlichen Marine bei. 1909 war er auf der Schleswig-Holstein und diente mindestens ab 1913 bis November 1918 als Ingenieur auf dem Linienschiff Kaiserin. Am 9. Dezember 1913 war er zum Marine-Oberingenieur im Range eines Oberleutnants zur See befördert worden. Nachdem er die Kaiserin verlassen hatte, wurde er bis Kriegsende z. V. gestellt.
Betche wurde in die Reichsmarine übernommen. Es folgten seine Beförderung zum Kapitänleutnant (Ing.) am 21. Januar 1920, zum Korvettenkapitän (Ing.) am 1. Mai 1922, zum Fregattenkapitän (Ing.) am 1. April 1926 und zum Kapitän zur See (Ing.) am 1. Januar 1928. 1931 war er als Stabs-Ingenieur bei der Marinestation der Ostsee in Kiel.
In die Kriegsmarine übernommen, wurde Betche 1940 zum Konteradmiral (Ing.) befördert. Bis zu seinem Tode war er an die Kriegsmarinedienststelle Hamburg kommandiert und dort Führer der Baubelehrungen.